# Lennart Gröhn
Ebbe Lennart Gröhn, född 17 april 1920 i Löderup, död 18 januari 2004 i Kirseberg, var en svensk musiker, textförfattare och konstnär. Han föddes i Löderup men bodde sedan mitten av 1940-talet i Malmö.

## Musik
Lennart Gröhns orkester  spelade under 1940–1950-talet (möjligen en bit in på 1960-talet) i olika konstellationer. Gröhns första orkestrar hette Aristo och Long Giddy, verksamma i Löderup på Österlen i Skåne på tidigt 1940-tal. Då Lennart Gröhn och hans bror Östen Gröhn flyttade till Malmö i mitten av 1940-talet, gick den ombildade orkestern under namnet Lennart Gröhns kvartett (ibland trio). Förutom Lennart Gröhn på dragspel och Östen Gröhn på gitarr var de övriga orkestermedlemmarna bland andra Gunnar Lindskog - piano och bas, Bertil Ljung - trummor samt Kurt "Kudde" Andersson - sax och klarinett. Under en period spelade Sven Vinell klarinett. Något år hade man även sångerska i orkestern, till exempel Mai-Greth Antonsson, (som efter giftermålet bytte namn till Hanmark). Repertoaren var modern dansmusik, det vill säga swing, jazz och även bebop blandat med lite traditionellt material såsom vals, tango med mera. En del av musiken var originalmusik skriven av Lennart Gröhn. Man spelade främst i Skåne, Blekinge och Småland och hade hundratals spelningar varje år både som dansorkester med extra scenprogram (kupletter, sketcher, underhållning med mera) och som revyorkester i olika nyårsrevyer tillsammans med bland andra Hugo Franzén, Nils Ahlroth (känd som huvudrollsinnehavaren i TV-serien N P Möller) med flera. Det finns ett antal inspelningar med orkestern från omkring 1950 på lackskivor som digitaliserats av skivbolaget Klangfix. Kopior finns på Svenskt jazzarkiv. Två låtar har laddats upp på Youtube.
Lennart Gröhn gav även privata piano och gitarrlektioner i hemmet under många år.

## Textförfattande
Lennart Gröhn var troligen en av Sveriges flitigaste revytextförfattare. Han skrev över tusen revytexter och sketcher till olika lokalrevyer över hela landet. Framförallt skrev han nästan alla texter till Nils Ahlroths revyer.  Författandet av texter pågick ända in på 1990-talet. Två av hans kändaste kompositioner där Lennart både gjorde text och melodi, var melodifestivallåten Vår i hjärtat (Melodifestivalen 1961) framförd av Siw Malmkvist och Gunnar Wiklund och vinnarlåten från Radio Syds lyssnartävling. Låten hette: De' man inte får (1962) och är insjungen av Ann-Louise Hanson.
Bröderna Lennart och Östen Gröhn drev tillsammans även BeGe:s förlag under mer än 10 års tid, där man gav ut alla kupletter, sketcher och originalmusik i tryckt form. Dessa distribuerades över hela landet via postorder med hjälp av annonser i branschtidningar såsom Estrad och Orkesterjournalen med flera.

## Konstnärskap
Lennart Gröhn studerade konst via korrespondenskurser på 1930-talet och arbetade tidvis som illustratör och reklamtecknare i Malmö. Han målade även tavlor i olja men ställde aldrig ut sina verk offentligt.
Lennart Gröhn är gravsatt i minneslunden på Östra kyrkogården i Malmö.